# Firmicus bipunctatus
Firmicus bipunctatus là một loài nhện trong họ Thomisidae.
Loài này thuộc chi Firmicus. Firmicus bipunctatus được Lodovico di Caporiacco miêu tả năm 1941.